# Stanford on Soar
Stanford on Soar är en civil parish i Storbritannien.   Den ligger i grevskapet Nottinghamshire och riksdelen England, i den södra delen av landet, 160 km nordväst om huvudstaden London. Inom Engelska kyrkan tillhör Stanford on Soar Southwell och Nottinghams stift, och är den sydligaste församlingen inom Yorks kyrkoprovins. I området finns också ett country house, Stanford Hall, byggt på 1770-talet i rött tegel med kvaderstenutsmyckning.